# تيم سكوت (ملحن)
تيم سكوت (بالإنجليزية: Tim Scott)‏ هو عازف قيثارة وملحن بريطاني، ولد في 21 سبتمبر 1971 في Hazel Grove ‏ في المملكة المتحدة.